# ماريا ديميشينكو
ماريا سوفرونوفنا ديميشينكو (بالروسية:Мария Софроновна Демченко)، مهندسة زراعية سوفيتية ومسؤولة في المزارع الجماعية في الاتحاد السوفيتي ساهمت كثيرًا في تطوير المزارع الجماعية من خلال الاهتمام بنوعية وجودة المحاصيل كما يعود لها الفضل في وصول الإنتاج إلى معدلات قياسية في المزارع الجماعية خصوصا محاصيل البنجر السكري.

## حياتها
ولدت في قرية ستاروسيلي عام 1912 تخرجت من المدرسة الاعدادية والتحقت بالمعهد الزراعي في كييف ثم تخرجت ودرست في الاكاديمية العليا للعلوم الزراعية وبعد تخرجها عام 1930 التحقت بالحزب الشيوعي كمسؤولة في الكولوخوزات (المزارع الجماعية)، وقد ادى ظهور الحركات التنافسية في المجالات الإنتاجية (مثل حركة ستيكانوفايت) دوراً كبيراً في تحويل اهتمام ماريا نحو تطبيق السياسات التنافسية في مجال الزراعة فشجعت على التنافس بين المزارع الجماعية مقابل مكافأت تقدمها الحكومة مما رفع الإنتاج إلى مستويات عالية وفي اجتماع اتحاد الفلاحيين لعموم الاتحاد السوفيتي وعدت ماريا ستالين برفع محاصيل البنجر السكري والذي كان يعاني من شحة في الإنتاج , وبسبب السياسات التشجيعية والتنافسية ارتفعت معدلات البنجر السكري إلى 500 كغم للهكتار الواحد , الأمر الذي نال استحسان الحكومة السوفيتية التي قامت بتكريم ماريا بجائزة لينين.

## وفاتها
توفيت ماريا عام 1995 وتم دفنها في مسقط رأسها في قرية ستاروسيلي.